# DOHC-Ventilsteuerung

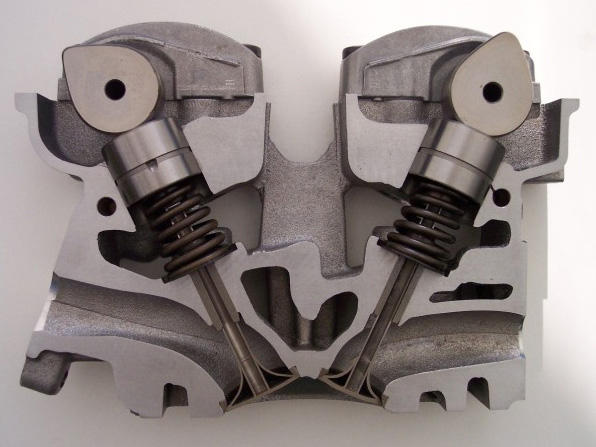
DOHC-Motor (Schnittmodell)

DOHC-Ventilsteuerung (alternativ: Double Overhead Camshaft, kurz: dohc oder 2 × ohc) ist eine international gebräuchliche Bezeichnung eines Hubkolben-Viertaktmotors, bei dem die Ventile von zwei obenliegenden Nockenwellen je Zylinderbank gesteuert werden. DOHC ist die modernste Bauart der Ventilsteuerung eines Verbrennungsmotors – die Ventile werden über Tassenstößel oder – selten – Schlepphebel betätigt. Ob es ein Motor mit zwei oder vier Ventilen je Zylinder ist, wird mit DOHC nicht bestimmt. Die Nockenwellen werden entweder über Steuerkette, Zahnriemen, Stirnräder oder früher auch Königswellen angetrieben. 

## Geschichte und Technik
Die Geschichte der zwei obenliegenden Nockenwellen beginnt 1912 mit dem Rennmotor von Peugeot, den der Schweizer Ingenieur Ernest Henry entwickelte; der Vierzylindermotor mit drei Liter Hubraum hatte vier Ventile pro Zylinder und gewann 1912 und 1913 (in dem Jahr zudem das Indy 500) den franz. Grand Prix bevor Mercedes sensationell den Großen Preis von Frankreich 1914 gewann bei dem aufgrund Hubraumlimit von 4,5 Litern (D)OHC-Köpfe Stand der Technik waren. Die Zuverlässigkeit des komplizierten Ventiltriebs – Opel verwendete 1913 bei seinem Grand-Prix-Motor mit vier Ventilen nur eine Nockenwelle – steckte noch in den Anfängen, sodass die Weiterentwicklung vorerst eingestellt wurde. Im Krieg wurden Flugzeuge mit Kompressoren üblich, diese Leistungssteigerung übernahmen in der Zwischenkriegszeit viele Rennautos.
Durch relativ große Entfernung von Kurbelwelle und den obenliegenden Nockenwellen sind lange Antriebe nötig, zumindest eine, oft mehrere Ketten, wahlweise viele Zahnräder oder eine Königswelle, in modernen Zeiten Zahnriemen. Kostenaufwand, Zuverlässigkeit, dauerhaft präzise Einstellung und Spannung sind auch heute noch ein Thema. 
Nach dem Ersten Weltkrieg baute Horch 1926 seinen Achtzylinder Horch 8 mit dieser Ventilsteuerung, ebenso wie Mercedes die Motoren der Rennfahrzeuge, unter anderem den des Mercedes-Benz W 165. 1954 führte Alfa Romeo mit der Giulietta den DOHC-Motor in Serienfahrzeuge ein, der Borgward RS kombinierte zudem Vierventiltechnik und Benzindirekteinspritzung. In der Formel 1 haben sich Motoren mit vier Ventilen je Zylinder seit dem Ford Cosworth DFV durchgesetzt – Denis Hulme gewann 1967 zum letzten Mal den Fahrertitel mit einem Repco-Zweiventilmotor. Seit Ende der 1990er-Jahre haben fast alle modernen Pkw-Motoren zwei obenliegende Nockenwellen. So lassen sich variable Steuerzeiten realisieren, bei denen Ein- und Auslasszeiten unabhängig voneinander durch Verstellen der Nockenwellen während des Betriebs verändert werden können.
1913 wurde der DOHC-Motor erstmals im Motorrad, in der Peugeot 500 Sport, eingebaut. Honda gewann erstmals in zwei Klassen (125 und 250 cm³) die Motorrad-Weltmeisterschaft 1962 mit Viertaktmotoren und DOHC-Steuerung, 1965 folgte der Serienmotor in der Honda CB 450. Ein Jahr darauf folgte die MV Agusta 600, und 1972 führte Kawasaki mit der Kawasaki Z1 die Steuerung beim „Big Bike“ ein. Seit den 1980er-Jahren verzichten nur wenige Motorradhersteller auf die DOHC-Ventilsteuerung.
Zwei Nockenwellen mit vier Ventilen haben eine höhere Verlustleistung durch Reibung als eine Nockenwelle mit zwei Ventilen. Diesem Nachteil stehen höhere mögliche Drehzahlen und besserer Füllungsgrad gegenüber, der ein höheres maximales Drehmoment und mehr Leistung bewirkt.

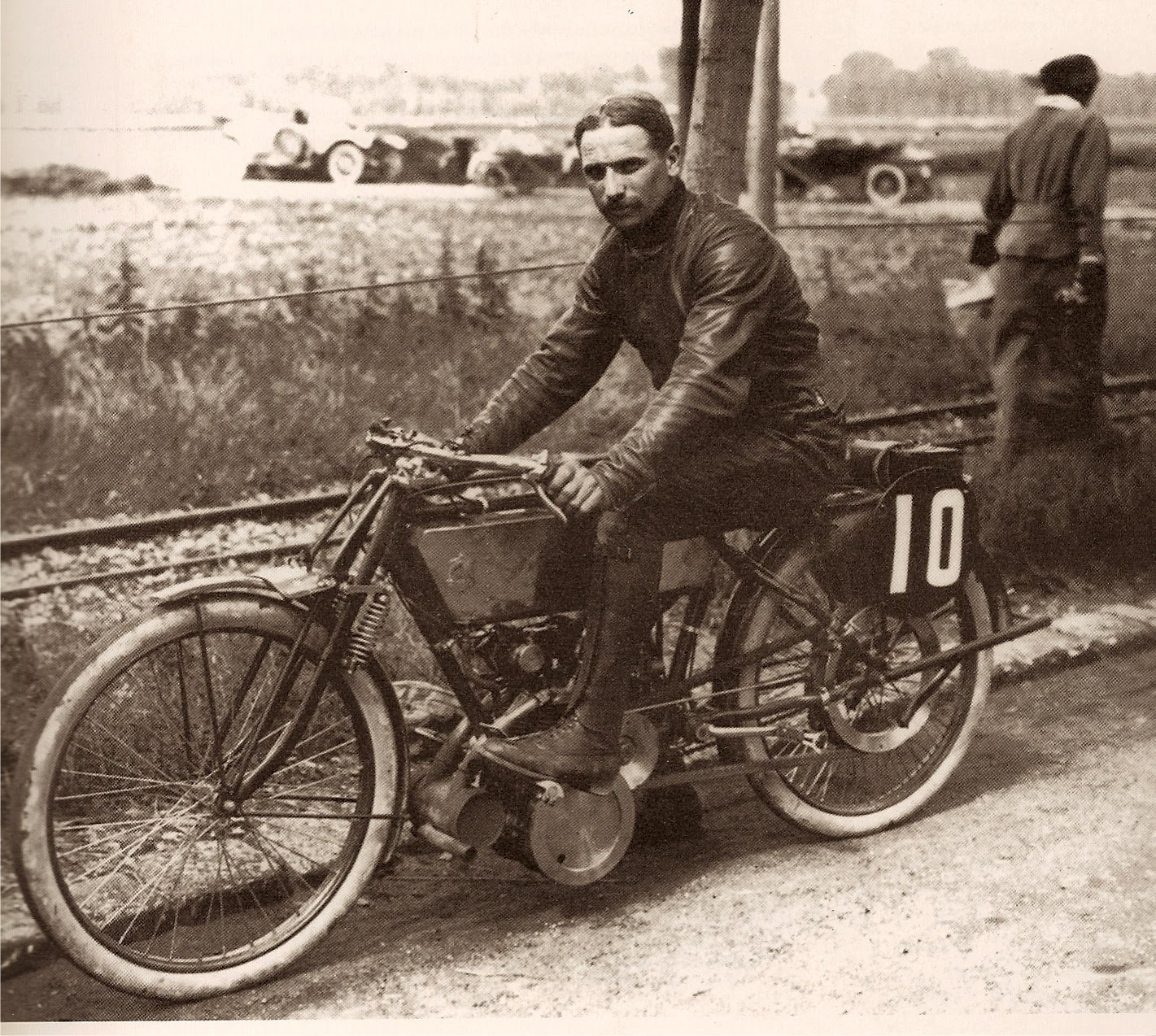
Peugeot (1913)
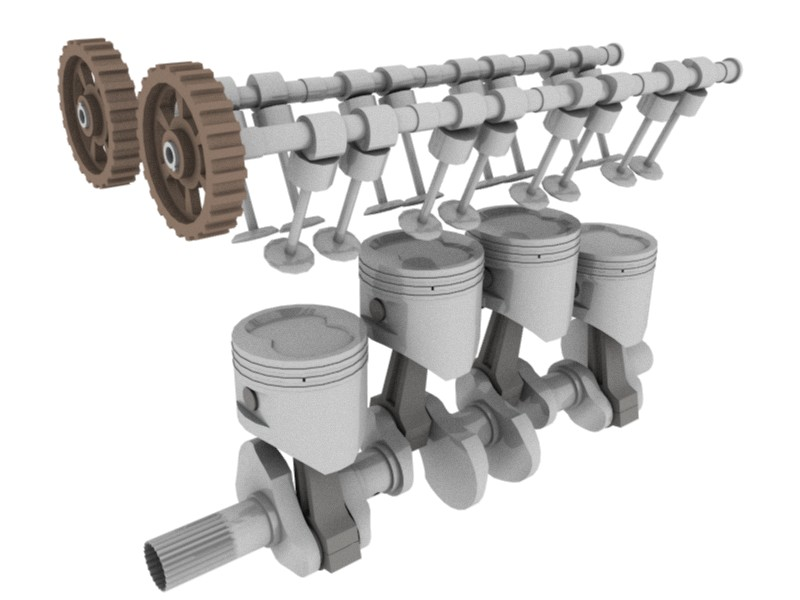
DOHC-Vierventiler
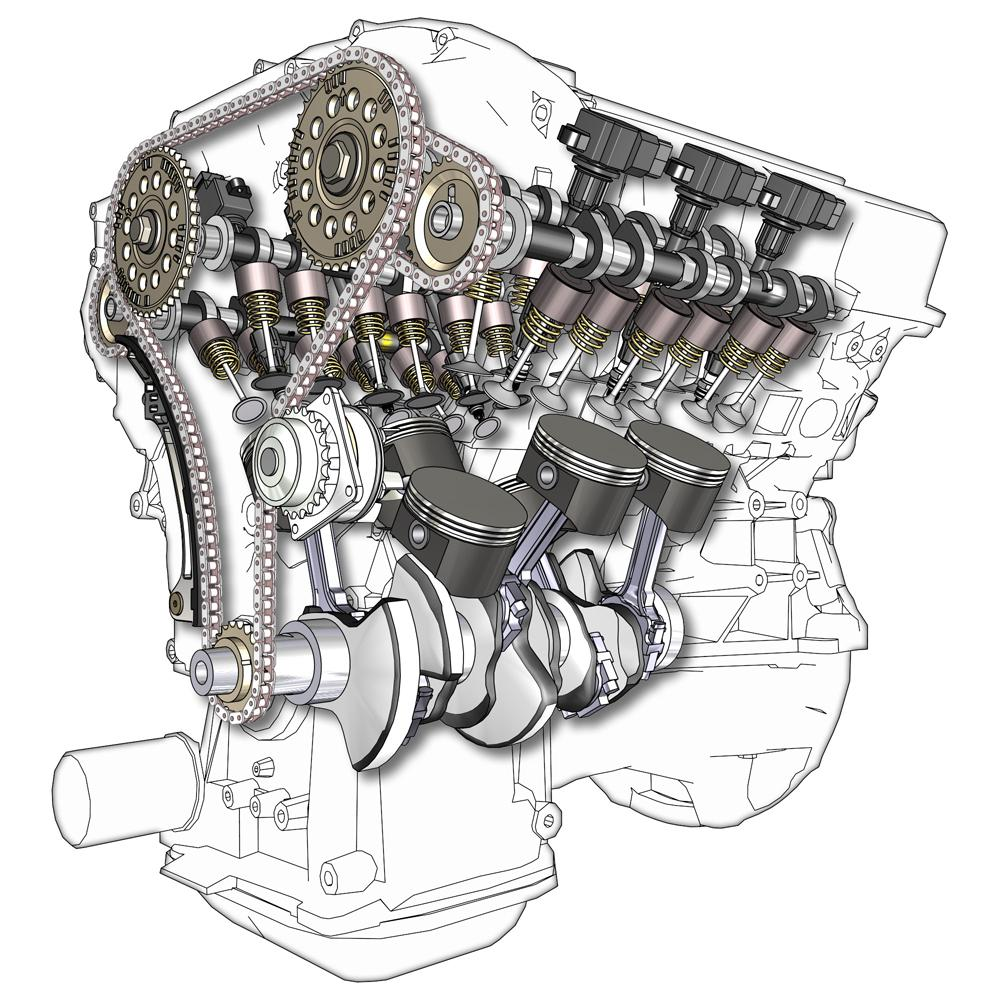
V-6-Motor mit vier Nockenwellen
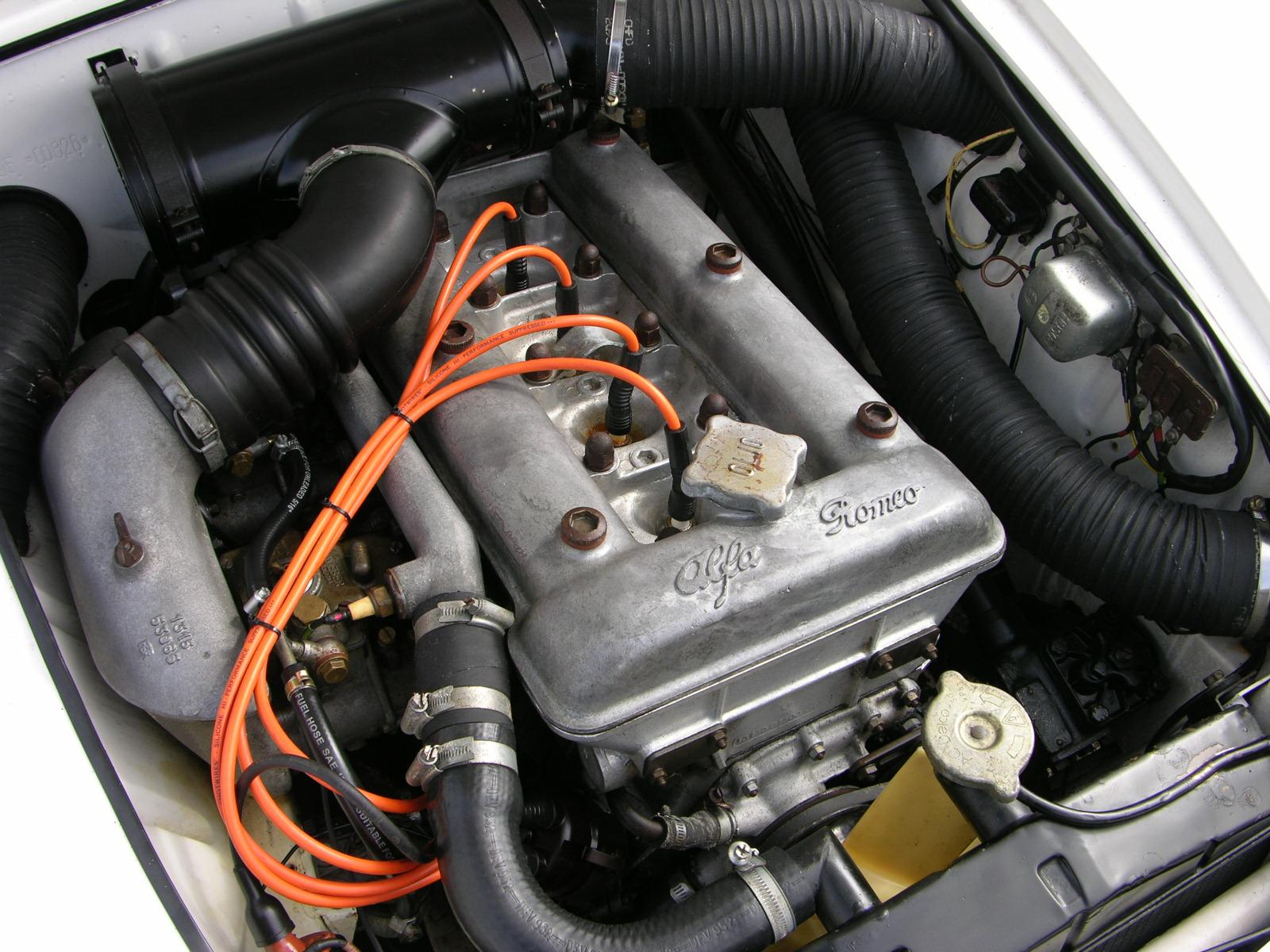
Alfa Romeo Giulietta (DOHC)